# Reußenköge
Reußenköge (en frisón septentrional: Reußenkuuge; en danés: Reussenkog) es una Gemeinde y aldea situada en el distrito de Frisia Septentrional, en el norteño estado federado de Schleswig-Holstein (Alemania), con una población a finales de 2016 de unos 323 habitantes.
Administrativamente parte de Bredstedt, la población se encuentra ubicada al noroeste del estado, cerca de la costa del mar del Norte y no lejos de la frontera con Dinamarca.